# Бенковський (Варненська область)
Бенко́вський (болг. Бенковски) — село у Варненській області Болгарії. Входить до складу общини Аврен.

## Населення
За даними перепису населення 2011 року у селі проживали 533 особи.
Національний склад населення села:
| Національність   | Кількість осіб | Відсоток |
| ---------------- | -------------- | -------- |
| болгари          | 243            | 45,7%    |
| турки            | 230            | 43,2%    |
| цигани           | 45             | 8,5%     |
| інша             | 11             | 2,1%     |
| не визначились   | 3              | 0,6%     |
| Всього відповіли | 532            |          |

Розподіл населення за віком у 2011 році:
Динаміка населення: